# Vincenzo Lancia
Vincenzo Lancia (Fobello, 24 de agosto de 1881 — Turim, 15 de fevereiro de 1937) foi um automobilista e engenheiro italiano, fundador da Lancia.
Vincenzo Lancia nasceu no pequeno vilarejo de Fobello, em 24 de agosto de 1881, próximo a Turim. Foi o mais jovem de uma família de quatro filhos (uma mulher e três homens), sendo seu pai um industrial do ramo de conservas para sopas, que teve êxito na Argentina antes de retornar a Turim para prosseguir com seu negócio. Desde cedo Vincenzo mostrou intimidade com números, e seu pai tencionava orientar seu futuro para a carreira de contador, mas ele desenvolveu interesse por máquinas e engenharia, e ficou fascinado com o novo carro com motor a combustão interna.
Foi por uma eventualidade aprendiz de Giovanni Battista Ceirano, um importador de bicicletas de Turim, aparecendo em 1898 como escriturador em uma brochura da companhia.
Em uma ocasião Lancia foi incumbido de prestar assistência ao conde Carlo Biscaretti di Ruffia, que possuia um Mercedes-Benz. Quando se encontraram em fevereiro de 1899 logo tornaram-se amigos. O conde tornou-se importante na carreira seguinte de Lancia, sendo a ele creditado o desenho do agora familiar logotipo da Lancia (1911). Lancia era agora inspetor chefe da Fiat, e era também piloto de testes, embora tivesse somente 19 anos de idade. Sua pilotagem impressionou seus chefes, sendo ele convidado para dirigir os carros da empresa em corridas, sendo seu primeiro sucesso em 1900, na segunda corrida em que a Fiat participava. Lancia liderou a primeira volta do Grande Prêmio da França de 1906, em Le Mans, com um tempo de 53 minutos e 42 segundos. Foi um piloto rápido, muitas vezes o mais rápido de todos, mas muitas vezes perdeu por problemas mecânicos.
Seu primeiro automóvel foi construído em 1907 - o Lancia Alfa-12HP, que continha muita tecnologia agora consolidada, e produziu modelos inovadores, tais como o Lancia Lambda e o Lancia Aprilia. Faleceu vitimado por um infarto agudo do miocárdio, em 15 de fevereiro de 1937, pouco antes da produção plena do Aprilia. Tinha 55 anos de idade e está sepultado em Fobello. Sua mulher Adele Miglietti Lancia e seu filho Gianni Lancia continuaram a gestão da fabricação de automóveis, de 1937 a 1955.

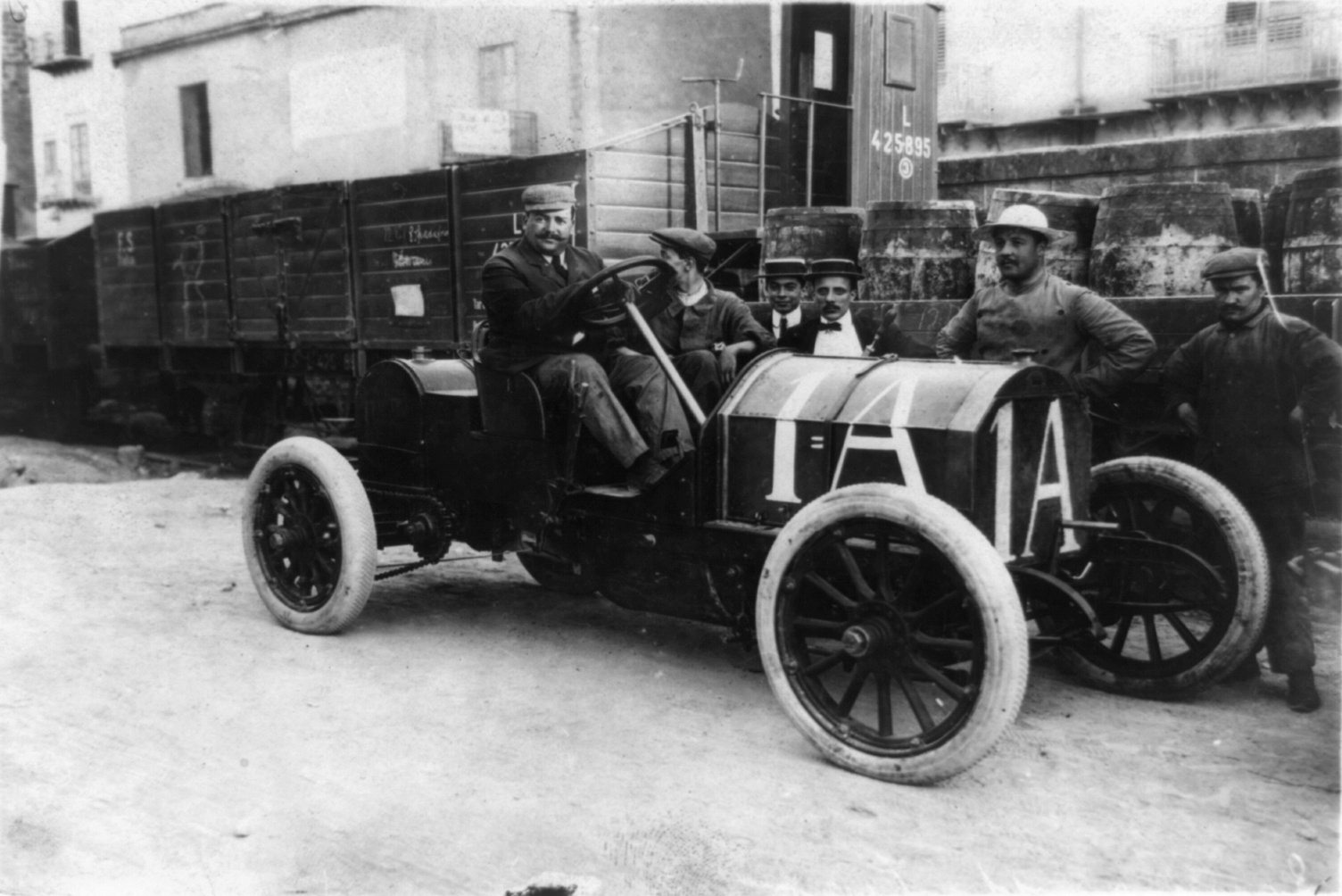
Vincenzo Lancia em um Fiat Targa Florio de 1908